# Distrito Carretera de Cádiz
Carretera de Cádiz (7) es uno de los once distritos en que está dividida administrativamente la ciudad de Málaga (España). Está situado al suroeste del término municipal de la ciudad, en la región urbana conocida como Málaga Oeste. Es el distrito más poblado de la ciudad con una población cercana a los 120 000 habitantes es una de las zonas de Europa con más habitantes por metro cuadrado. El distrito toma su nombre de la vía N-340, actuales avenida Velázquez y Héroe de Sostoa; que la atraviesa transversalmente y por la cual transcurre bajo tierra la línea 2 del metro de Málaga. Limita al norte con las vías del ferrocarril de acceso a la ciudad, que lo separan del distrito Cruz de Humilladero. Al oeste y al sur limita con el distrito de Churriana, en la ribera del río Guadalhorce. Al noreste con el distrito Centro y al este con el mar Mediterráneo. 
Los orígenes del distrito se encuentran en 1860, cuando se construye el primer puente sobre el Guadalhorce que permite establecer un camino en línea recta desde calle Cuarteles (El Perchel). A lo largo del siglo XIX la zona se convierte en lugar para la instalación de fábricas industriales como La Tabacalera o La Constancia. Se empiezan a conformar también los primeros barrios como el de Huelin, destinados al alojamiento de la clase obrera. Durante el primer franquismo, se levantan las barriadas de Girón, 25 Años de Paz o Sixto. A partir de los años 1960, la Carretera de Cádiz se convierte en el epicentro del auge demográfico de la ciudad de Málaga con el surgimiento de un gran número de barriadas con altos bloques de viviendas. Desde los años 1990 se revitaliza el distrito, mejorando y renovando el caótico plan urbanístico, con la remodelación de la línea de costa y la construcción de distintas zonas verdes.
Alguno de los barrios más conocidos de Carretera de Cádiz son Huelin, antiguo barrio industrial de tradición marinera; La Luz, barrio obrero que es uno de los barrios con mayor número de habitantes por metro cuadrado de España; Las Delicias, Los Guindos, El Torcal o Puerta Blanca. 

## Historia
La Carretera de Cádiz se mantuvo  durante siglos como terreno rural costero no urbanizado situado en las afueras de la ciudad de Málaga, dedicado a las huertas y al cultivo, especialmente al de cañas de azúcar. Es a finales del siglo XVIII y a principios del siglo XIX cuando comienzan a construirse las primeras edificaciones. El 11 de diciembre de 1831, se produjo en la playa de San Andrés, el fusilamiento del general José María de Torrijos junto al resto de sus 48 compañeros, tras haber tomado parte en un pronunciamiento liberal contra el absolutismo.

En 1860, se construye el primer puente sobre el Guadalhorce que permite establecer un camino en línea recta desde calle Cuarteles (El Perchel), surgiendo así la "carretera de Cádiz" original, que acabaría vertebrando el futuro distrito. A lo largo del siglo XIX la zona, junto a buena parte del oeste de la ciudad, se convierte en lugar para la instalación de diversas fábricas industriales como Los Guindos, La Tabacalera, La Constancia o la textil  Industria Malagueña S.A. La ferrería La Constancia ejerció un papel clave como foco de atracción para otros establecimientos industriales, hasta el punto de que las playas occidentales de la ciudad se convirtieron en el sector más significativo del arco industrial desarrollado a partir del siglo XIX en la ciudad. Para finales de los años 1860, el número de fábricas en el distrito había ascendido hasta doce. En 1868, se presenta el primer plan urbano para la construcción de viviendas. Dicho plan fue presentado por el empresario Eduardo Huelin Reissing. El barrio de Huelin fue el primer barrio obrero de la ciudad que no consistía en los característicos corralones de vecinos, sino en viviendas unifamiliares, agrupadas en pequeñas manzanas en cuyas esquinas se colocan las únicas viviendas de dos plantas, destinadas a los capataces. El proyecto original incluía una iglesia, un dispensario y una escuela, además de las más de 1000 viviendas, siendo uno de los mayores proyectos de la época de todo el país. En 1916, los Ferrocarriles Suburbanos de Málaga, construyen la línea Málaga-Fuengirola atravesando el distrito, con una estación en el mismo que era conocida como estación El Perro. En torno a dicha estación y al resto del litoral se establecieron varios barrios chabolistas que permanecieron hasta los años 1990. Las chabolas eran ocupadas por familias sin recursos que llegaban a Málaga sin posibilidad de acceder a una vivienda. Las olas llegaban hasta las propias infraviviendas levantadas en el rebalaje, por lo que era habitual que la fuerza del oleaje derrumbara las frágiles chabolas y los débiles tabiques de madera que protegían las humildes viviendas. 

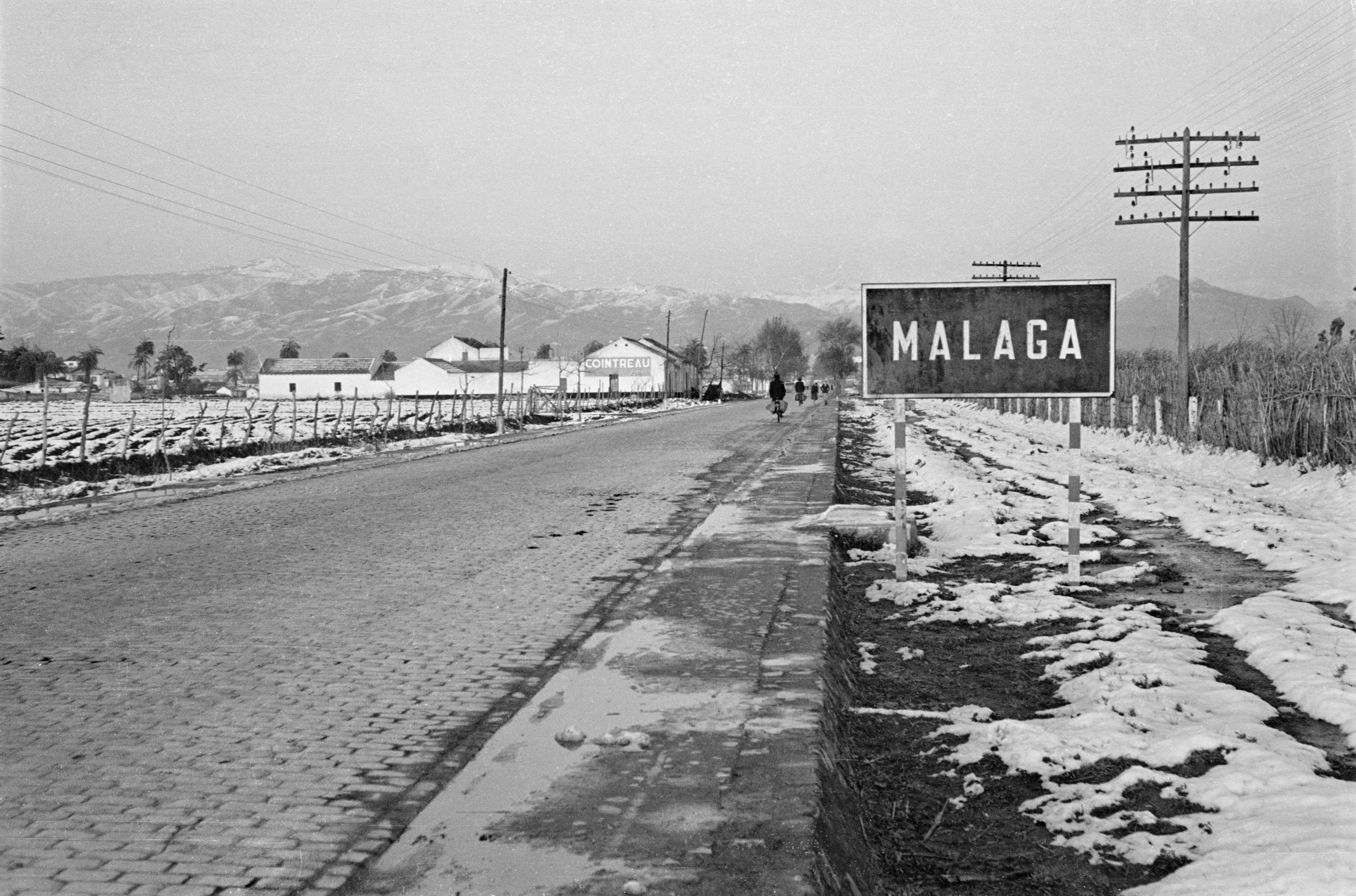
Vista de la Carretera de Cádiz nevada en 1954.

Durante el primer franquismo, la Carretera de Cádiz se convierte en parte de la zona de expansión natural de Málaga. El Plan González Edo, realizado por la Comisión Superior de Ordenación de Málaga en 1945 preveía construir grandes barriadas en la zona. Así fueron construidos los barrios de Girón, Sixto y 25 Años de Paz que siguen un estilo arquitectónico propio de la autarquía franquista, con calles relativamente amplias y numerosos bloques de viviendas de poca altura. A finales de los años 1950, comienza el desarrollismo en España y el boom turístico de la Costa del Sol, y la Carretera de Cádiz se convierte en un importante eje de comunicación entre Málaga, el aeropuerto y las poblaciones de la costa como Torremolinos, Benalmádena, Fuengirola y Marbella. El lobby de los promotores inmobiliarios ejercieron presión a las autoridades para poner fin al Plan Edo, que finalmente fue derogado por el Tribunal Supremo en 1964. Tras esto, la Carretera de Cádiz se convierte en la principal zona de expansión de la capital, con la construcción de desmesurados bloques de viviendas con escasas zonas verdes levantados sin plan urbanístico y con plena libertad de las promotoras. El distrito albergó viviendas de obreros provenientes principalmente de pueblos del interior de la provincia, aunque también del resto de Andalucía. Según el historiador Víctor Heredia, el distrito se convirtió en una "ciudad dormitorio" de ciudades de la Costa del Sol como Torremolinos, siendo el lugar donde tenían su residencia los trabajadores que vivían de una u otra forma del turismo. En 1972, se tiró abajo la conocida como "Ciudad Condotte" debido a fallas en la construcción, levantando posteriormente el barrio de El Torcal. Con el paso de las décadas, las antiguas industrias fueron derribadas y aprovechadas para la construcción de nuevos bloques de vivienda. El fuerte crecimiento demográfico que experimentó Málaga a partir de 1960, ya que pasó de casi 300.000 habitantes en esa fecha a más de 500.000 en 1981, se concentró en torno al eje formado por la Carretera de Cádiz.
En los años 1990, el distrito se había convertido en las zonas de Málaga con mayor densidad de población y con una notable falta de equipamiento e infraestructuras. Desde el Ayuntamiento de Málaga, se intenta paliar la falta de zonas verdes con la construcción de nuevos parques como el parque de Huelin o el Parque del Oeste. También se construye en la zona el centro cívico y la Diputación Provincial y se rehabilitan edificios históricos como el de la Tabacalera, transformado posteriormente en el Museo del Automóvil y en el Museo Ruso. Se puso fin al chabolismo del litoral levantando varios paseos marítimos que en la actualidad son el epicentro del ocio en el distrito. La línea 2 del Metro de Málaga se construyó a principios del siglo XXI y vertebra todo el distrito de este a oeste. 

### Toponimia
El distrito toma el nombre de la antigua carretera N-340, conocida actualmente con el nombre de avenida Velázquez y Héroe de Sostoa, que popularmente era conocida en Málaga como "carretera de Cádiz".

## Urbanismo
El distrito 7 se extiende sobre un terreno llano, estructurado en grandes manzanas, heredadas del pasado industrial de la zona. De este pasado quedan algunos vestigios como la Chimenea de los Guindos, la Chimenea de la central térmica de La Misericordia o la antigua fábrica de Tabacalera, aunque casi nada queda de las que fueron las grandes industrias del siglo XIX, como la ferrería de La Constancia y la textil Industria Malagueña S.A., entre otras. La Carretera de Cádiz es un claro ejemplo del urbanismo del desarrollismo, donde predominan las viviendas en bloques altos con escasas zonas verdes y una altísima densidad habitacional, levantados sin plan urbanístico y destinados a la clase obrera.
El eje de vertebrador del distrito es la vía que le da nombre, la carretera de Cádiz, que discurre paralela a la costa bajo los nombres de calle Héroe Sostoa y avenida de Velázquez, que lo comunican con el centro de la ciudad y la MA-20. Paralela a esta vía transcurren la calle Pacífico y el paseo Antonio Machado, que antiguamente formaban el paseo marítimo del litoral oeste, y, la avenida de Europa, por el norte. Los ejes perpendiculares a la N-340 son numerosos, siendo algunos de los más importantes la avenida de Molière, la avenida de los Guindos y calle Princesa.

## Geografía

### Límites geográficos
El distrito linda con los distritos de Cruz de Humilladero, Churriana y Centro.

### Flora y fauna
El distrito presenta una rica flora y fauna debido a que junto al distrito de Churriana alberga en sus límites la desembocadura del Guadalhorce. Entre la flora se encuentran plantas acuáticas, vegetación perilagunar de carrizos, castañuelas y almajos principalmente. Las márgenes del río Guadalhorce están ocupadas por álamos, eucaliptos y sauces. También se encuentran tarajes y palmeras. Es de destacar la vegetación dunar, cada vez más importante, con especies casi desaparecidas en otras zonas litorales de la provincia por la destrucción de la costa, como Medicago marina, Cakile maritima, Polygonum maritimum, Otanthus maritimus y Pancratium maritimum. Una gran parte de la superficie del paraje, no obstante, está ocupada por especies alóctonas invasoras, como Galenia secunda, Ricinus communis, Pittosporum sp., Oxalis pes-caprae, Eucalyptus camaldulensis, carrizos (Arundo donax), etc.
La desembocadura contiene una rica y variada fauna de aves, reptiles y anfibios. Es una de las zonas de España donde se ha registrado mayor número de especies de aves, entre las que destacan el morito común, el flamenco, la espátula, la malvasía, la gaviota de Audouin, la gaviota picofina, el águila pescadora, el martín pescador o la pagaza piquirroja, además de otras más comunes como garcillas, pardelas, charranes, fochas, anátidas, etc. Los mamíferos más comunes son el conejo, los micromamíferos (musaraña gris, ratón de campo, rata de agua, topillo común, lirón careto) comadrejas, turones y zorros.

## Demografía
Según datos del Ayuntamiento de Málaga de enero de 2024, en el distrito Carretera de Cádiz estaban censados 115.907 ciudadanos, lo que lo convierte en el distrito de mayor población a pesar de ser uno de los más pequeños en cuanto a superficie, representando alrededor del 20% de la población total de la ciudad.
Población extranjera residente según nacionalidad
| País      | Población |
| --------- | --------- |
| Ucrania   | 2.355     |
| Marruecos | 1.500     |
| China     | 986       |
| Paraguay  | 894       |
| Colombia  | 802       |
| Italia    | 747       |
| Argentina | 627       |
| Rusia     | 602       |
| Venezuela | 515       |
| Rumania   | 369       |
| Otros     | 3.790     |
| Total     | 13.187    |

## Gobierno y administración
La Junta municipal de Carretera de Cádiz, al igual que en el resto de distritos de la ciudad la componen el presidente, el Consejo de Distrito y el Pleno. El presidente es un concejal libremente nombrado por el alcalde, a quien representa en el distrito, y realiza la función de convocar y presidir el Consejo de Distrito así como las reuniones del Pleno y cualquier otra función que delegue el alcalde. El Consejo de Distrito es el órgano ejecutivo y está compuesto por el presidente, vocales que pueden ser concejales o vecinos, y un secretario general. Los miembros con derecho a voto reflejan en proporción a los grupos políticos del Ayuntamiento. El consejo se reúne al menos una vez cada mes.

### Barrios

Barrios del Distrito 7.

- 25 Años de Paz
- Alaska
- Almudena
- Ardira
- Ave María
- Barceló
- Cortijo Vallejo
- Dos Hermanas
- El Higueral
- El Torcal
- Girón
- Guadaljaire
- Haza de la Pesebrera
- Haza Honda
- Huelin
- Industrial La Pelusa
- Industrial La Térmica
- Industrial Nuevo San Andrés
- Industrial Puerta Blanca
- Jardín de la Abadía
- La Luz
- La Paz
- La Princesa
- Las Delicias
- Los Girasoles
- Los Guindos
- Mainake
- Málaga 2000
- Minerva
- Nuevo San Andrés 1
- Nuevo San Andrés 2
- Pacífico
- Parque Ayala
- Parque Litoral
- Parque Mediterráneo
- Polígono Comercial Guadalhorce
- Polígono Comercial Pacífico
- Polígono Comercial Valdicio
- Polígono industrial Carranza
- Polígono industrial Guadaljaire
- Polígono industrial Los Guindos
- Puerta Blanca
- Regio
- Sacaba Beach
- San Andrés
- San Carlos
- San Carlos Condote
- Santa Isabel
- Santa Paula
- Sixto
- Tabacalera
- Torre del Río
- Torres de la Serna
- Virgen de Belén
- Vistafranca

## Lugares de interés

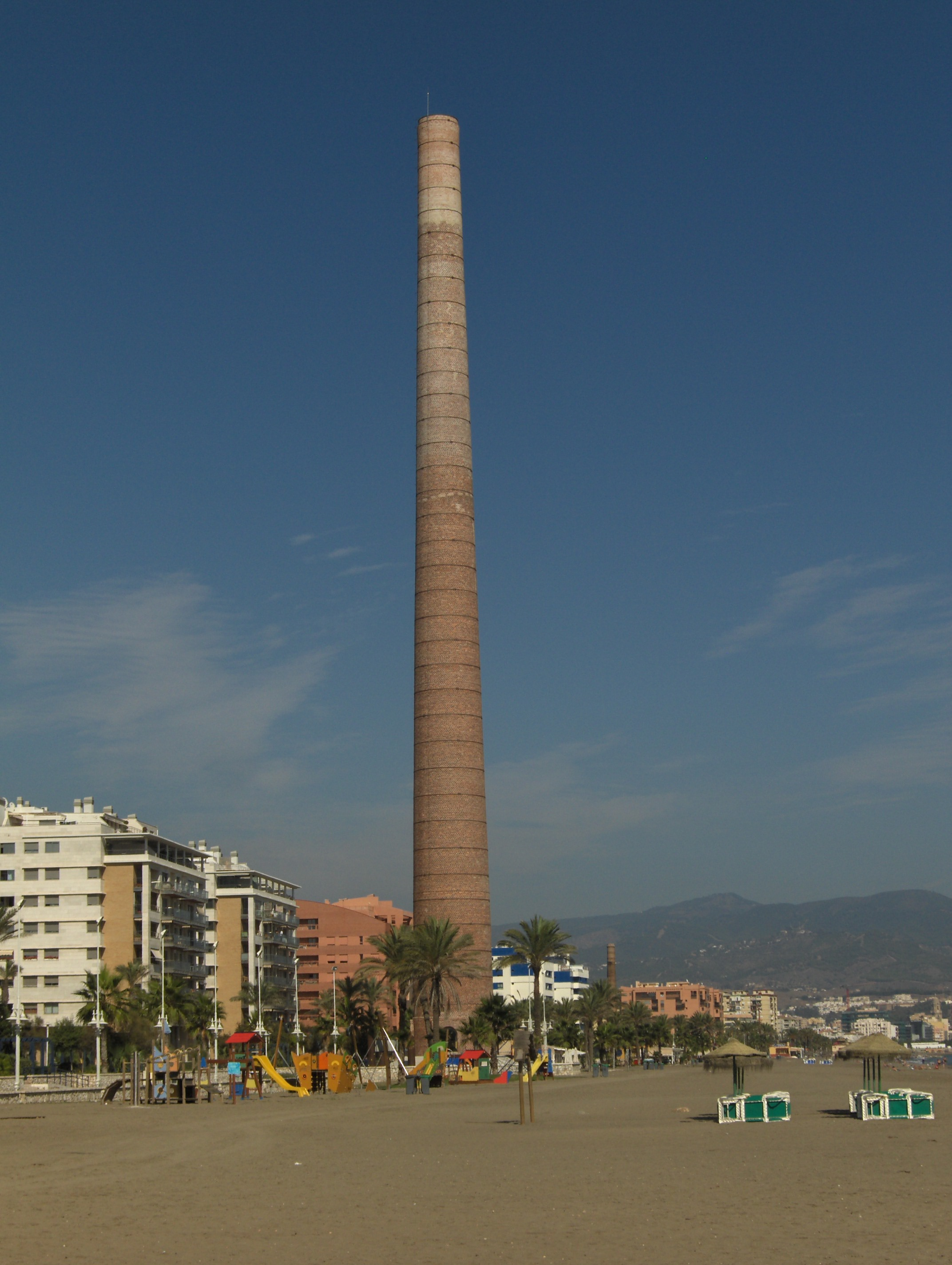
Chimenea de los Guindos, conocida popularmente como Torre Mónica

Desde la década de 1990 se ha convertido en el centro deportivo de la ciudad con la construcción del Centro Acuático, el Palacio de Deportes José María Martín Carpena y el estadio de atletismo Ciudad de Málaga. Además, aloja al centro cívico provincial, sede de la Diputación Provincial de Málaga, y el monumental edificio de Tabacalera, que alberga el Museo Automovilístico, el centro Colección del Museo Ruso San Petersburgo Málaga,  así como algunas dependencias de la administración municipal.
Del patrimonio histórico-artístico del distrito destacan tres conjuntos residenciales de la época de la autarquía: el conjunto de calle Ayala, el conjunto de Torres de la Serna y el conjunto de Girón, ejemplos de la arquitectura del primer franquismo. Además del centro cívico y la Tabacalera, también están protegidas la Iglesia de San Patricio del barrio de Huelin, del arquitecto Fernando Guerrero-Strachan Rosado, y las chimeneas de la Fábrica Cross, de la Térmica y de los Guindos, dispuestas a lo largo del paseo marítimo y representando los restos más visibles del menguado patrimonio industrial del distrito; esta última es conocida popularmente como Torre Mónica, debido a un grafiti de 1993 con la inscripción de Mónica, eliminado en 2007 durante los trabajos de restauración.

## Educación

### Enseñanza primaria
- CEIP Ardira
- CEIP Clara Campoamor
- CEIP Constitución 1978
- CEIP Eduardo Ocón
- CEIP El Torcal
- CEIP Francisco de Goya
- CEIP Guadaljaire
- CEIP Hogarsol
- CEIP José María Hinojosa
- CEIP Jábega
- CEIP Los Guindos
- CEIP Luis de Góngora
- CEIP Manuel de Falla
- CEIP Ntra. Señora de la Luz
- CEIP Paulo Freire
- CEIP Tartessos
- CEIP Vicente Alexandre
- CEIP Victoria Kent
- CEIP Virgen de Belén

### Enseñanza secundaria
- IES Belén
- IES Ciudad de Melilla
- IES Emilio Prados
- IES Fernando de los Ríos
- IES Huelin
- IES José María Torrijos
- IES Litoral
- IES Mare Nostrum
- IES Profesor Isidoro Sánchez
- IES Santa Bárbara

### Enseñanza superior
Se ha estudiado la zona oeste de Carretera de Cádiz para la construcción de una universidad privada:
- Universidad Alfonso X el Sabio

### Formación profesional
- MEDAC Pacífico
- MEDAC Velázquez

## Sanidad

### Centros de salud
- Delicias
- Huelin
- La Luz (Los Girasoles)
- Puerta Blanca
- San Andrés-Torcal

### Hospitales
- Hospital Quirónsalud Málaga

## Ocio

### Parques y jardines

#### Parque de Huelin
El parque de Huelin está situado entre el barrio del mismo nombre y jardín de la Abadía. Se trata de espacio verde construido sobre una antigua zona industrial contaminada. Está equipado para el paseo y contiene una zona infantil y otra para perros. Cuenta con lagos y singulares elementos arquitectónicos como un faro. Tiene una superficie de 32.000 m² de zona ajardinada y más de 700 árboles de diferentes especies.

#### Parque del Oeste

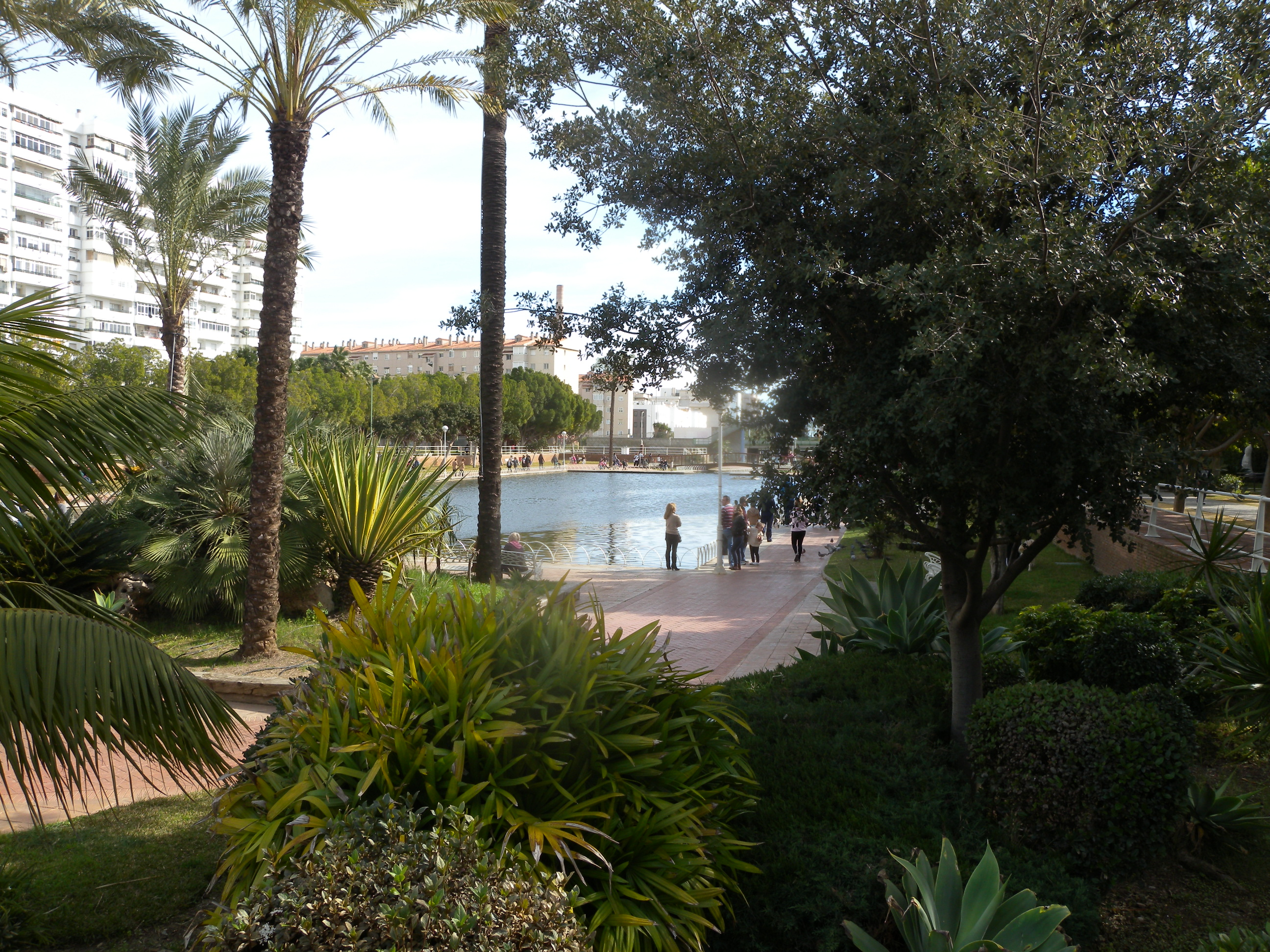
Parque del Oeste

El Parque del Oeste está delimitado al norte por calle Realenga de San Luis; al oeste por las calles Francisco Cossío y Francisco Padilla; al sur por la calle Pacífico; y al este por calle Diamantino García Acosta. Inaugurado en 1992, tiene una superficie de 74.000m². Fue proyectado por Eduardo Serrano y se encuentra en continua remodelación. Cuenta con equipación para varios deportes (4.000m²), como fútbol o baloncesto, además cuenta con áreas de gimnasia al aire libre. Es un lugar popular, al disponer de un lago artificial (10.500 m²,) de mesas que permiten comer, un numeroso grupo escultórico y paseos para el uso y disfrute de todos los ciudadanos. Entre la fauna se puede encontrar cisnes, gansos, tortugas, palomas y peces. Desde el año 2011 también se pueden encontrar ualabíes y emúes.

#### Parque de Chiquito de la Calzada
El parque de Gregorio Sánchez "Chiquito de la Calzada" fue inaugurado en 2004. Está situado a poca distancia del parque del Oeste, en el barrio de San Andrés, junto a la playa de la Misericordia. Ocupa un terreno rectangular, antiguamente conocido como Corral de las Vacas, y se articula en torno a tres ejes viales paralelos que recorren todo el largo del parque. El eje central se interrumpe con pequeñas rotondas adornadas con fuentes o plantas.

#### Parque Litoral
El parque litoral 25 de Noviembre, está situado entre los barrios de Parque Litoral y Mainake y delimitado por las calles Villanueva de Tapia, Pilar Lorengar, La Unión Mercantil y Villanueva de Algaidas. Fue inaugurado en 2006 y tiene una superficie de 51.000 m². El parque se articula en torno a dos ejes perpendiculares que se cruzan en una rototona situada en el centro y un sendero perimetral del que parten senderos menores de trazado sinuoso. Está equipado con áreas de petanca y juegos infantiles y espacios para la práctica de fútbol y baloncesto. Tiene unos 620 árboles de diferentes especies y 8.500 m² de arbustos y 21.700 m² de césped.

### Playas
El distrito es por detrás del distrito de Málaga Este, el distrito con mayor longitud de playas en kilómetros cuadrados. Según el Ayuntamiento de Málaga, son tres playas las ubicadas en Carretera de Cádiz, Huelin/San Andrés, La Misericordia y Sacaba. A excepción de la playa de Sacaba, el resto cuenta con paseo marítimo y distintas infraestructuras deportivas.

#### Huelin/San Andrés
La playa de Huelin, también llamada indistintamente como playa de San Andrés está ubicada en el límite oriental del distrito, colindando con el puerto de Málaga ya en el distrito Centro, cerca del barrio de Huelin por el que lleva su nombre. Se trata de una playa urbana de arena oscura de 700 metros de longitud y unos 50 metros de anchura media. Es una playa con un alto grado de ocupación. Cuenta con servicios de papeleras, duchas, recogida de residuos, alquiler de sombrillas y hamacas, etc. La playa es famosa porque en ella fue inmortalizado el momento del fusilamiento del General Torrijos en un cuadro de Antonio Gisbert Pérez en el Museo del Prado; aunque el fusilamiento en realidad se realizó en la zona próxima de El Bulto.
En la playa de Huelin se celebra anualmente una competición deportiva de remo, conocida como Regata de Huelin.

#### La Misericordia
La playa de la Misericordia, se encuentra situada entre las playas de Huelin y la de Sacaba. Se trata de una playa urbana de arena oscura que cuenta con una longitud total de 2.000 metros y una anchura media de 30 metros. La Misericordia es la playa de Málaga más larga y junto a las de El Palo y La Malagueta, la más famosa de la capital. Es frecuentada sobre todo por los jóvenes y dispone de servicios de papeleras, duchas, recogida de residuos, alquiler de sombrillas y hamacas, etc. Esta playa destaca por la chimenea de los Guindos, una antigua chimenea industrial (hoy aislada y restaurada) que la preside y que da un aspecto característico al litoral occidental de la bahía de Málaga y a todo el distrito. Es una de las playas donde se aprecia la llegada de la Ola del Melillero.

#### Sacaba
La playa de Sacaba se encuentra situada entre las playas de Guadalhorce (ya en Churriana) y la de la Misericordia, en el barrio conocido como Sacaba Beach. Se trata de una playa urbana de arena oscura de 750 metros de longitud, y 60 metros de anchura. Es la única playa del distrito que no cuenta con paseo marítimo, aunque se espera que este sea construido a corto medio plazo. Debido a su localización, en una antigua zona industrial aún a día de hoy y con la urbanización de terrenos cercanos es una de las playas más tranquilas del litoral oeste. Su paisaje está caracterizado por los edificios amarillos pertenecientes a la urbanización de Sacaba Beach.
El origen del nombre de la playa se encuentra en una antigua finca que era conocida como "El Final de la Nada", por estar situada al final de Málaga muy cerca de la desembocadura del Guadalhorce, y la gente, al referirse al lugar utilizaba una frase muy expresiva, algo así como «sacaba la playa», en español correcto, «se acaba la playa». 

### Centros comerciales
- Centro Comercial "Los Patios"
- Centro Comercial "Málaga Nostrum"

## Transporte

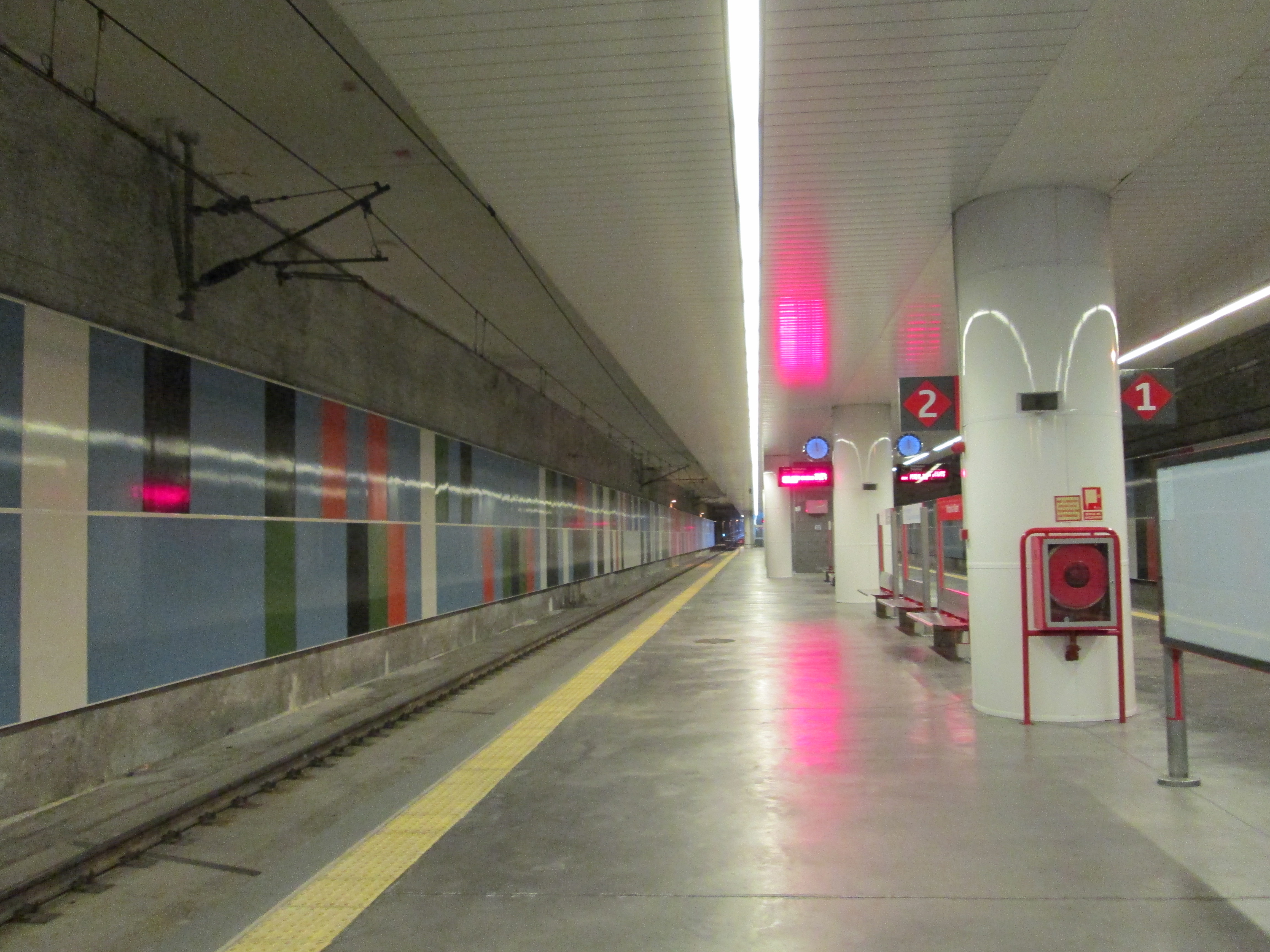
Andenes de la estación de Cercanías Málaga Victoria Kent.

Carretera de Cádiz está conectado a la red del metro de Málaga mediante la línea 2. La línea 2, incluye 6 estaciones en el distrito. También existe una estación de las líneas C1 y C2 del Cercanías Málaga: la estación de Victoria Kent, que comunica al distrito con el centro y con otras poblaciones de la Costa del Sol Occidental y del Valle del Guadalhorce.

### Metro de Málaga
La línea 2 del Metro de Málaga abastece casi en su totalidad al distrito, con todas sus estaciones en él excepto el intercambiador de El Perchel, aunque se prevé que en el futuro la línea llegue hasta el Hospital Civil. Las estaciones son las siguientes:
| Palacio de los Deportes | Puerta Blanca | La Luz-La Paz | El Torcal | Princesa-Huelin | La Isla | La Isla |

### Cercanías Málaga
La red de Cercanías Málaga, cuenta con una estación en el distrito: Victoria Kent (antiguamente llamada San Andrés), la cual permite hacer trasbordo entre las líneas C1 y C2, comunicando así el distrito con distintos municipios de la Costa del Sol Occidental y con el Valle del Guadalhorce. 
| Línea | Trayecto                         |
| ----- | -------------------------------- |
|       | Málaga - Aeropuerto - Fuengirola |
|       | Málaga - Álora                   |

### Autobús Urbano
En autobús, queda conectado mediante las siguientes líneas de la EMT:
| Línea | Trayecto                                                   |
| ----- | ---------------------------------------------------------- |
| 1     | Parque del Sur - Hermanos Lumière (San Andrés)             |
| 3     | Puerta Blanca - Alameda Principal - El Palo (C. Olías)     |
| 7     | Carlinda (Miraflores) - Alameda Principal - Parque litoral |
| 9     | Alameda Principal - Churriana                              |
| 10    | Alameda Principal - Churriana                              |
| 15    | La Virreina - Santa Paula                                  |
| 22    | Avda. Molière - Universidad                                |
| 27    | Avenida M. A. Heredia - Polígono I. Guadalhorce            |
| 31    | Paseo del Parque - Palacio de Deportes                     |
| 40    | Paseo de la Farola - Sacaba Beach                          |
| A     | Paseo del Parque - Aeropuerto                              |
| N1    | Puerta Blanca - El Palo                                    |

### Autobús Interurbano
Líneas interurbanas adscritas al Consorcio de Transporte Metropolitano del Área de Málaga:
| Línea | Trayecto                           |
| ----- | ---------------------------------- |
| M-110 | Málaga-Benalmádena Costa           |
| M-113 | Málaga-Fuengirola (Directo)        |
| M-115 | Málaga-Benalmádena Costa (Directo) |
| M-135 | Málaga-Santa Amalia                |

### Carreteras
Carretera de Cádiz está muy bien comunicado mediante carretera. Tres autovías discurren por el distrito: 
- La ; Autovía de Circunvalación de Málaga
- La ; Autovía de Málaga - Torremolinos, recibe el nombre de "Avenida de Velázquez" en su tramo urbano.
- La ; Autovía de Acceso al Puerto de Málaga, recibe el nombre de "Calle Pacífico" en su tramo urbano.

## Fiestas

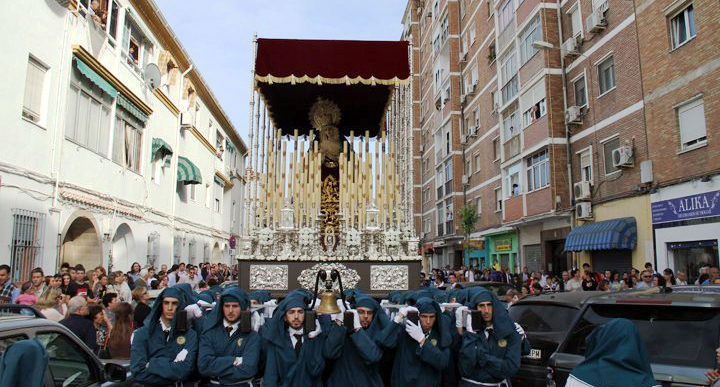
La Virgen de la Mediadora en calle Ayala

Las fiestas marineras en honor a la Virgen del Carmen tienen lugar a mediados del mes de julio. El acto central de las fiestas es la procesión de la virgen que, tras una Salve Marinera, sale de la Iglesia de San Patricio y recorre varias calles del barrio hasta la playa, donde la virgen se embarca en una jábega para ser paseada por la bahía de Málaga. Las fiestas se desarrollan durante varios días e incluyen conciertos, bailes, degustaciones gastronómicas y regatas de kayak y jábegas
Cada Miércoles Santo tiene lugar la estación de penitencia a la Catedral de Málaga de la Hermandad de la Mediadora, desde la parroquia de San Patricio en Huelin, siendo la única Hermandad perteneciente a la Agrupación de Cofradías con sede en el Distrito Carretera de Cádiz.